# Fiouse lorraine
La fiouse lorraine que l'on nomme également la galette à la flamme est à mi-chemin entre une tarte au fromage sucrée, de type tarte au maugin, et une quiche lorraine dont l'appareil, dit migaine, ne contient pas de fromage blanc. La fiouse se caractérise, en effet, par l'utilisation du fromage blanc associé à la crème. Elle ne comporte ni lard ni oignon. C'est pourquoi on peut parler d'une tarte au fromage salée.

## Origine et appellations régionales
La fiouse appartient à une longue série de plats européens que l'on préparait traditionnellement le jour de la cuisson du pain, soit avant que le four soit trop chaud, soit avec la chaleur résiduelle du four après la cuisson quand toutes les maîtresses de maison sont passées. Elle est en quelque sorte l’ancêtre de la quiche lorraine puisqu’elle prend une forme plus épurée, moins riche en ingrédients.
De ce fait, la fiouse, comme d'ailleurs la quiche lorraine originelle, était réalisée à base de pâte à pain finement étalée et enfournée à même la pierre ou dans une tourtière (quand on voulait qu'elle soit plus épaisse).
La fiouse rappelle par sa consonance la fouace, la fouée et la fougasse car toutes sont associées aux flammes, à la fouée du sens médiéval. Les différences sont toutefois importantes car la fiouse lorraine n'est pas un pain fourré, la part de la pâte dans la fiouse est minime et le goût général dépend plutôt de la garniture. Dans les Vosges, on parle plutôt de cholande quand on fait une galette ou un pain avec des cretons. 
On la nomme également « fiouse à la flamme » ou « galette à la flamme » car elle cuisait dans les fours à bois directement au contact des flammes comme les pizzas, les tartes flambées alsaciennes, par exemple. Les Messins disaient également la « fioume » qui n’est pas sans rappeler la prononciation patoisante lorraine de la « flamme ». 
Dans le dictionnaire du français médiéval de Godefroy, la fouée est une pâte que l'on fait cuire sur le foyer du four au moment où on le chauffe, et que l'on mange avec ou sans beurre. Le site de l’ATILF a recensé de nombreux ouvrages qui employèrent ce terme avec le sens de « pain blanc ou galette (cuite sous la cendre) ».
Tous les articles sur ce type de galette ou pain plat évoquent également l’ouvrage du XVIIIe siècle de Jacob Le Duchat, dans ses Remarques historiques et critiques des œuvres de François Rabelais, « une espèce de galette ou tourteau cuit au feu, que ceux du pais appellent fouace, et ceux du Languedoc disent fougace, et le petit peuple de Touraine fouée, dans la même signification ». L’article consacré à la fouée angevine fait référence au Glossaire étymologique et historique des parlers et patois de l'Anjou, de Verrier et Onillon qui évoquent une « galette mince que l'on met au four avant le pain et qui cuit très rapidement […] on appelle cette même galette : galette à la fouée. »
Les Lorrains qui passent leurs vacances en Corse trouvent parfois que des plats insulaires leur rappellent certains de leurs propres mets. C'est le cas de la fiouse lorraine qui rappelle vraiment la tarte au brocciu salée que l'on sert en Corse parfois nature, parfois avec des olives noires dénoyautées et un peu de thym par exemple.
Les ouvrages d’enquête sur les patois romans de la Moselle n’attestent le terme de fiouse que pour :
- le Pays messin ;
- le Pays-Haut ;
- le pays de la Seille.

Il n’est pas usité dans le Saulnois ni les Vosges.

## Ingrédients et recette
Léon Zéliqzon donne dans son dictionnaire des patois mosellans du XIXe siècle à l'article sur « fiouse  une recette sommaire qui se résume en ces termes : « Pétrir ensemble farine, beurre et un œuf pour former une abaisse que l'on place dans une tourtière. Cuire à blanc et retirer du four avant la fin de la cuisson pour verser l'appareil composé de moitié de fromage blanc et de crème fraîche auquel on a ajouté deux œufs battus et du sel. Remplir l'abaisse jusqu'à hauteur du rebord de la pâte, remettre au four et servir la fiouse chaude. »
Ingrédients :
- de la pâte brisée, faite soi-même ou les pré-étalées du commerce ;
- 150 g de fromage blanc si possible en faisselle, pas battu[7] ;
- trois œufs ;
- une pincée de sel.

Foncer la tourtière de pâte. Traditionnellement, pour cuire la pâte à blanc, on remplit la tourtière à moitié de haricots secs ou de pois chiches secs. Chacun utilisera sa technique favorite, y compris ceux qui utilisent du papier sulfurisé ou des billes modernes accessibles dans le commerce. Enfourner la pâte à une température d'environ 150 °C jusqu'à ce qu'elle soit presque cuite, donc pas encore dorée.
Retirer du four, augmenter la température à 220 °C Th. 8, un peu moins en chaleur tournante, pour le préchauffer. Pendant la cuisson, on aura préparé la migaine en battant les œufs et le fromage blanc égoutté. Comme il n'y a pas de lard ou oignons, le choix du fromage blanc est fondamental ; s'il est encore un peu « racé » ou agressif en bouche, avec un peu de sel. Il faut remplir la tarte cuite à blanc en affleurant avec le bord supérieur de la pâte. Mettre au four et laisser cuire entre 20 et 30 minutes.